# Eva Altmann

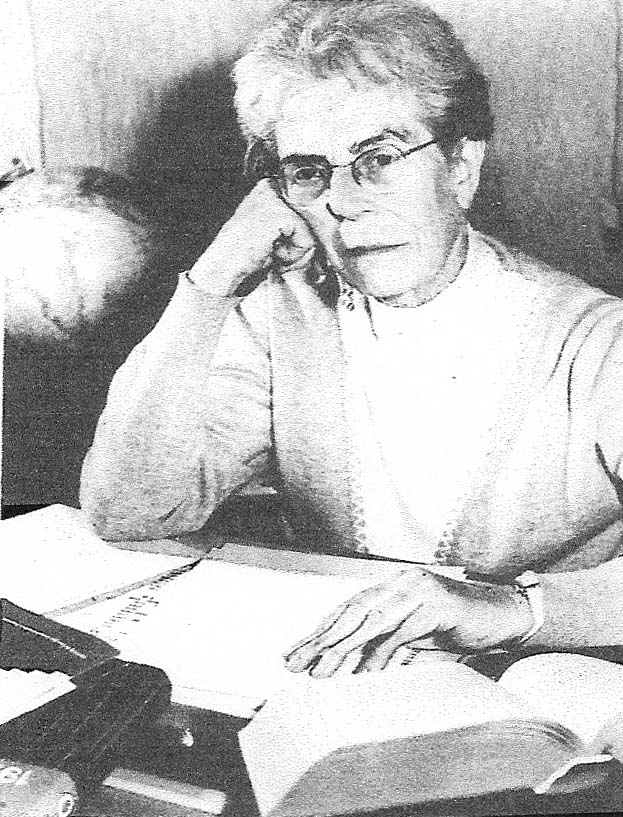
Eva Altmann

Eva Altmann (* 17. Dezember 1903 in Charlottenburg als Eva Gertrud Magdalene Pfingst; † 1. März 1991 in Berlin) war eine Wirtschaftswissenschaftlerin und Gründungsrektorin der Hochschule für Planökonomie in der DDR.

## Leben
Eva Altmann war Tochter eines Kaufmanns. Nach volkswirtschaftlichem Studium engagierte sie sich in der kommunistischen Jugendbewegung und trat 1923 der KPD bei. Sie heiratete 1929 den Kraftwagenfahrer Kurt Heinz Altmann. Im selben Jahr wurde ein Sohn geboren. Ihr Ehemann zog Anfang der 1930er Jahre in die Sowjetunion. Die Ehe wurde 1933 offiziell geschieden. Ihr Sohn, der bei ihr geblieben war verstarb schon 1947.
In der Zeit des Nationalsozialismus war sie zeitweise mit Gefängnishaft belegt.
In den ersten Jahren nach dem Zweiten Weltkrieg war sie vor allem in der Bildungspolitik tätig. Sie erhielt 1950 den Regierungsauftrag zur Gründung der Hochschule für Planökonomie, daraus entwickelte sich wenig später die Hochschule für Ökonomie.
Mit einer kleinen Gruppe von Wissenschaftlern und weiteren Mitarbeitern schuf sie in den 1950er Jahren Grundlagen für die wichtigste wirtschaftswissenschaftliche Ausbildungs- und Forschungsstätte der DDR. Ihre Lehrveranstaltungen, vor allem die „Kapital-Seminare“ hatten einen großen Anteil an der theoretischen Ausbildung der Studenten der ersten Studiengänge sowie für die Ausbildung des Lehrkörpers der neuen Hochschule.
Auf ihre Veranlassung wurde das Marxistisch-leninistische Grundlagenstudium noch vor dessen DDR-weiter Einführung als obligatorischer Bestandteil des Studiums an der Hochschule für Planökonomie als Pflichtfach eingerichtet.
Im April 1953 erteilte ihr das Zentralkomitee der SED eine Abmahnung, da einer der Dozenten der Hochschule es in einer Vorlesung gewagt hatte, eine Schrift des wenige Wochen zuvor gestorbenen Stalin zu kritisieren. Nachdem sie 1956 die Leitung der Hochschule einem Nachfolger übergeben hatte, widmete sie sich der Aspirantenausbildung, insbesondere ausländischer Studenten, sie führte Nachwuchswissenschaftler zur Promotion.
Altmann erhielt zahlreiche staatliche Auszeichnungen, darunter 1957 die Clara-Zetkin-Medaille, 1973 den Karl-Marx-Orden und 1979 die Ehrenspange zum Vaterländischen Verdienstorden in Gold. Ihre Urne wurde auf dem Zentralfriedhof Berlin-Friedrichsfelde in der Gräberanlage für Opfer des Faschismus und Verfolgte des Naziregimes beigesetzt.

## Schriften (Auswahl)
- Über den Gegenstand der politischen Ökonomie und über die ökonomischen Gesetze. Berlin 1955.
- (Mitautorin): Westdeutschland unter den Gesetzen der Reproduktion des Kapitals und die Arbeiterklasse. Berlin 1959.
- Zum Studium von Karl Marx’ Werk „Das Kapital“. Berlin 1985.